# Vicente Feliú
Vicente Feliú Miranda (La Habana, 11 de noviembre de 1947-La Habana, 17 de diciembre de 2021) fue un músico, cantante, guitarrista y cantautor cubano.

## Trayectoria artística
"Uno se despide de todo, uno se despide del que fue ayer, de amores que ya no están, de amigos que ya no están, de amistades que dejaron de ser, hasta de uno mismo cuando se va, eso es algo inherente al ser humano."

Aprendió a tocar la guitarra de mano de su padre, y simultáneamente comienza a componer en 1964, de manera intuitiva y necesaria, cuando cursaba la segunda enseñanza. Por aquellos años otros jóvenes en diferentes puntos de la geografía cubana descubrían a la vez las experiencias sociales y la canción, y años más tarde, en 1972, conformarían lo que se dio a conocer como el movimiento de la Nueva Trova. Una de sus voces más representativas junto a Pablo Milanés, Silvio Rodríguez, Noel Nicola, Lázaro García y Augusto Blanca, entre otros, Vicente trabajó durante quince años en la organización ocupando diferentes responsabilidades incluyendo la presidencia. Vicente fue el hermano mayor del también cantautor Santiago Feliú (1962-2014).
Actuó en más de 20 países de América, Europa y África, y compartido escenarios con numerosos cantores, entre los cuales se cuentan Silvio Rodríguez, Pablo Milanés y Liuba María Hevia (Cuba), Luis Eduardo Aute y Caco Senante (España), Isabel Parra e Inti Illimani (Chile), León Gieco y Mercedes Sosa (Argentina), Gabino Palomares (México), Jackson Browne, Pete Seeger, Holly Near y Little Steven (Estados Unidos), Daniel Viglietti y Alfredo Zitarrosa (Uruguay), y Luis Enrique y Carlos Mejía Godoy (Nicaragua).
Compuso música para obras de teatro, televisión y espectáculos y ha colaborado en programas culturales como asistente de dirección y director musical. Fue asesor de música de la radio y la televisión cubanas y guionista, locutor y director de radio. Al momento de su muerte, el 17 de diciembre de 2021, dirigía el centro cultural Canto de Todos, que promueve encuentros e intercambios, desde la canción, en los países de Iberoamérica.

## Discografía
- Créeme [1979][6]
- No sé quedarme [1985]
- Arteporética [1990]
- Aurora [1995]
- Guevarianas [1997]
- Ansias del alba (Vicente Feliú + Santiago Feliú) [1997]
- Itinerario [1998]
- A guitarra limpia [1999]
- El colibrí [2001]
- Vicente Feliú al BarnaSants [2014]
- Las flores buenas de Javier Heraud (Vicente Feliú - Miryam Quiñones) [2015]

### Colectivos
- 1984: Tercer festival de la Nueva Canción Latinoamericana